# Thicker than Water (album)
Thicker than Water is het tweede studioalbum van de Amerikaanse punkband H2O.
Het werd uitgebracht op 7 oktober 1997 en is het eerste album van H2O dat via het grote platenlabel Epitaph Records werd uitgegeven. In 2012 werd het heruitgegeven door Bridge 9 Records.

## Nummers
Op het album staat een cover, namelijk het nummer "Friend" van de punkband Marginal Man.
1. "Universal Language" - 0:59
2. "Everready" - 2:11
3. "Talk Too Much" - 1:30
4. "I See It in Us" - 2:10
5. "Sacred Heart" - 2:15
6. "Innocent Kids" - 0:45
7. "Scarred" - 1:59
8. "Go" - 2:24
9. "This Time" - 2:00
10. "Friend" - 1:38
11. "A Plus" - 2:22
12. "Phone Song" - 2:06
13. "Responsible" - 1:35
14. "Wake Up" - 1:06
15. "Thicker than Water" - 2:06
16. "No Fucking Tears" (hidden track) - 2:43

## Band
- Toby Morse - zang
- Todd Morse - gitaar, zang
- Rusty Pistachio - gitaar, zang
- Adam Blake - basgitaar
- Todd Friend - drums, zang